# NGC 1523
NGC 1523 je četverostruka zvijezda u zviježđu Zlatnoj ribi. 

## Vanjske poveznice
- SEDS: NGC 1523